# نیروی دریایی جمهوری آذربایجان
نیروی دریایی جمهوری آذربایجان (به ترکی آذربایجانی: Azərbaycan Hərbi Dəniz Qüvvələri) از مجموعه سه‌گانه نیروهای مسلح جمهوری آذربایجان که در دریای خزر واقع شده‌است.

## پیشینه
قدمت نیروهای دریایی آذربایجان به ۵ اوت، ۱۹۱۸ زمانی که دولت جمهوری دمکراتیک آذربایجان نیروی دریایی خود را بر اساس ناوگان سلطنتی روسیه در بخش دریای خزر در آذربایجان تأسیس و مستقر کرد. ۶ کشتی پس از استقرار حکومت شوروی در آذربایجان،  تحت صلاحیت از نیروی دریایی اتحاد جماهیر شوروی منتقل شد. در سال ۱۹۹۱، با فروپاشی اتحاد جماهیر شوروی، دولت آذربایجان ناوگان نیروی دریایی اتحاد جماهیر شوروی را بین خود و فدراسیون روسیه تقسیم کردند. در ماه ژوئیه سال ۱۹۹۲، کشتی‌های آذربایجان با پرچم جمهوری آذربایجان در بخش آذربایجانی دریای خزر قرار گرفتند. با توجه به فرمان ریاست جمهوری حیدر علی اف از سال ۱۹۹۶، ۵ آگوست روز نیروی دریایی جمهوری آذربایجان اعلام شد. تا به امروز، نیروی دریایی آذربایجان رتبه سوم پس از ناوگان روسیه و ایران در دریای خزر در نظر گرفته می‌شود. منطقه چهارم نیروی دریایی ارتش جمهوری اسلامی ایران همسو با نیروهای آذربایجانی در دریای خزر از منافع ملی ایران پشتیبانی می‌کند. دریاسالار شاهین سلطانوف  فرمانده کنونی نیروی دریایی جمهوری آذربایجان با ۵ هزار نیرو می‌باشد.